# ハル・レナード・コーポレーション
ハル・レナード・コーポレーション (Hal Leonard Corporation) は、アメリカ合衆国ウィスコンシン州ミルウォーキーに本拠地を置く音楽出版社。世界最大の楽譜出版社となっている。現在は企業形態がLLCに移行している。

## 概要
ハロルド・"ハル"・エドストロム (Harold "Hal" Edstrom)とエヴァレット・"レナード"・エドストロム (Everett "Leonard" Edstrom) の兄弟、および彼らの友人のミュージシャンだったロジャー・バスディッカー (Roger Busdicker) によってミネソタ州ウィノナで設立された。"Hal Leonard" の名前は3人が中心となって組んだダンスバンドの名前が由来であるが、兄弟の父親が保守的であったことから「エドストロム」の名前を名乗ることを許さず、エヴァレットが兄弟のニックネームをつなぎ合わせて生み出したものだった。会社の立ち上げ自体もエヴァレットによるものである（ハロルドとロジャーはアレンジャーとして参画）。
ハル・レナードは、楽譜、楽譜集、技法書（CD付）、バンド用や合唱用の編曲譜、参考書、教則DVD/ビデオCD-ROM、伴奏CD「ShowTrax」音楽ソフトなどを制作している。
2006年、オールミュージックのレファレンス・ガイドなど音楽関係の出版物を出しているバックビート・ブックス (Backbeat Books) を買収した。
2014年、オンラインの楽譜制作サービス、楽譜共有コミュニティである Noteflight を買収した。